# Tephrinectes sinensis
Tephrinectes sinensis är en fiskart som först beskrevs av Lacepède 1802.  Tephrinectes sinensis ingår i släktet Tephrinectes och familjen Paralichthyidae. Inga underarter finns listade i Catalogue of Life.